# Raivuna percarinata
Raivuna percarinata är en insektsart som först beskrevs av Kirby 1891.  Raivuna percarinata ingår i släktet Raivuna och familjen Dictyopharidae. Inga underarter finns listade i Catalogue of Life.